# Molen de Moer
Molen de Moer is de naam van een voormalige poldermolen die zich bevindt aan de Moerseweg 7 te Hooge Zwaluwe.
Deze ronde stenen molen van het type grondzeiler werd gebouwd in 1911, maar in 1935 alweer onttakeld.
De romp bleef echter bestaan en ze doet tegenwoordig dienst als woonhuis.